# Janis Baumann
Janis Baumann (2002) es un deportista suizo que compite en ciclismo de montaña en la disciplina de campo a través.
Ganó una medalla de oro en el Campeonato Mundial de Ciclismo de Montaña de 2019 y una medalla de bronce en el Campeonato Europeo de Ciclismo de Montaña de 2020, ambas en la prueba por relevos.

## Medallero internacional
| Campeonato Mundial | Campeonato Mundial        | Campeonato Mundial | Campeonato Mundial         |
| Año                | Lugar                     | Medalla            | Competición                |
| ------------------ | ------------------------- | ------------------ | -------------------------- |
| 2019               | Mont-Sainte-Anne (Canadá) | Medalla de oro     | Campo a través por relevos |
| Campeonato Europeo |                           |                    |                            |
| Año                | Lugar                     | Medalla            | Competición                |
| 2020               | Monteceneri (Suiza)       | Medalla de bronce  | Campo a través por relevos |